# Oszkár Demján
Oszkár Demján (ur. 28 grudnia 1891 w Budapeszcie, zm. 4 września 1914 w Siankach) – węgierski pływak z początków XX wieku, uczestnik igrzysk olimpijskich.
Jako dwudziestolatek wystartował na V Letnich Igrzysk Olimpijskich w Sztokholmie w 1912. Wziął udział w dwóch konkurencjach pływackich. Na dystansie 200 metrów stylem klasycznym wystartował w szóstym wyścigu eliminacyjnym, który z czasem 3:07,8 wygrał i awansował do półfinału. Tam, w drugim półfinale, zajął czwarte miejsce z czasem 3:11,2 i odpadł z dalszej rywalizacji. Na dystansie 400 metrów stylem klasycznym odpadł w fazie eliminacyjnej na skutek dyskwalifikacji.
Demján reprezentował barwy budapeszteńskiego klubu MAC.
Zginął walcząc na froncie wschodnim podczas I wojny światowej.